# Orde van Verdienste voor de Communicatie
De Orde van Verdienste voor de Communicatie (Portugees:"Ordem do Mérito das Comunicações") is een Braziliaanse Ridderorde en werd op 15 maart 1982 ingesteld.
De Orde wordt ook verleend aan burgers en vreemdelingen die zich voor de communicatie verdienstelijk maakten.
De Orde kent vier graden:
- Grootkruis
- Grootofficier
- Commandeur
- Ridder

Op het kruis staan de woorden "Mérito das Comunicações".